# Führungsakademie Baden-Württemberg
Die Führungsakademie Baden-Württemberg ist eine Einrichtung des Landes Baden-Württemberg für Führungskräfte aus dem öffentlichen Sektor. Gegründet wurde die Führungsakademie 1986 durch Ministerpräsident Lothar Späth. Hauptsitz der Führungsakademie ist das Schwedenpalais in Karlsruhe, Außenstelle das Moderationszentrum in Stuttgart.
Aufsichtsbehörde ist das Staatsministerium Baden-Württemberg.

## Tätigkeit
Die Akademie begleitet, berät, qualifiziert und vernetzt Institutionen, Führungskräfte und Mitarbeiter des öffentlichen Sektors. Schwerpunkte sind dabei die Begleitung von Führungskräften in Veränderungsprozessen, Coaching, Entwicklung strategischer Ziele im öffentlichen Sektor, Geschäftsprozessoptimierung, Gesundheitsförderung, Personalauswahl, Qualifizierung von Nachwuchsführungskräften und Qualitätsverbesserung.

## Geschichte
Die Einrichtung wurde 1986 in Karlsruhe durch die Landesregierung Baden-Württemberg unter dem Ministerpräsidenten Lothar Späth gegründet, um besonders qualifizierte Beamte im Rahmen eines 11-monatigen Führungslehrgangs auf leitende Führungsfunktionen in der Landesverwaltung vorzubereiten; es gibt mittlerweile über 400 Absolventen. 2001 verabschiedete der Landtag von Baden-Württemberg das Gesetz zur Neuorganisation der Führungsakademie. Die Führungsakademie dient seither als Anstalt des öffentlichen Rechts der beruflichen Qualifizierung des öffentlichen Dienstes im Rahmen einer integrierten und zukunftsbezogenen Personal- und Organisationsentwicklung. 2002 öffnete sich die Führungsakademie mit ihrem neuen Bildungsprogramm für neue Zielgruppen aus Landesverwaltung, Kommunalverwaltung und anderen Einrichtungen des öffentlichen Dienstes.

## Präsidenten
- 1986–1991: Trudpert Müller, Regierungspräsident a. D.
- 1991–1995: Otto Rundel, Präsident des Rechnungshofs Baden-Württemberg a. D.
- 1995–1998: Karl Miltner, Regierungspräsident a. D.
- 1999–2008: Erwin Vetter, Minister a. D., MdL
- 2008–2013: Gerhard Stratthaus, Minister a. D., MdL
- 2013–2018: Ralph Bürk
- 2018–2021: Hubert Wicker, Staatssekretär a. D.